# Blue (romanzo)
Blue (Saphirblau) è un romanzo scritto da Kerstin Gier e pubblicato nel 2010. È il secondo dei tre volumi della Trilogia delle gemme e sequel di Red.

## Trama
Gwendolyn e Gideon, dopo essere tornati nel presente, vengono riportati a Temple dove, seguiti dal demone-doccione Xemerius, che nel frattempo si è accorto di poter essere visto da Gwen, vengono tempestati di domande su ciò che è accaduto nel 1912: tutti, infatti, si domandano per quale motivo i due ragazzi siano stati aggrediti dagli alleati di Lucy e Paul e sospettano che sia stata Gwen a dire a Lucy e Paul dell'appuntamento con Lady Tilney; la ragazza, intanto, tace ai Guardiani che Lucy le ha detto di chiedere al nonno di parlarle del Cavaliere Verde. Andata a studiare nel 1948, Gwen incontra suo nonno Lucas Montrose, morto quando lei era ancora piccola, al quale aveva lasciato un messaggio dicendogli di trovarsi in quel luogo, ma senza ricordarsi di averlo fatto. Lord Lucas, però, non sa che cosa sia il Cavaliere Verde.
Il mattino seguente, Leslie cerca di trovare qualche indizio sul misterioso Cavaliere, mentre Gwen segue, con scarso successo, le lezioni di ballo e storia di Giordano, un adepto dei Guardiani, in vista di una soirée da Lady Brompton nel 1782, durante la quale Gideon ha il compito di incontrare alcuni informatori. Nell'attesa dell'evento, arriva a Londra il fratello minore di Gideon, Raphael, che comincia a frequentare la Saint Lennox dopo essere fuggito dal sud della Francia, dove viveva con la madre e il suo secondo marito. Quello stesso giorno, uscita da scuola, Gwen apprende che Gideon, durante un viaggio nel passato, è stato colpito a tradimento da qualcuno, che però il ragazzo non è riuscito a vedere; dopo l'accaduto, però, il comportamento di Gideon nei confronti di Gwen diventa sempre più freddo e ostile. Poco dopo, la ragazza trasmigra nel 1956 per incontrare suo nonno e parla con lui di Lucy e Paul e del motivo del loro gesto, scoprendo che i due, durante un viaggio di nascosto nel 1602, avevano visto il conte di Saint Germain uccidere il primo viaggiatore, Lancelot de Villiers. Intanto, Leslie prosegue con la raccolta d'informazioni sulle profezie riguardanti Gwen, arrivando alla conclusione che la magia del corvo corrisponda alla sua capacità di vedere gli spiriti. Anche la ricerca del Cavaliere Verde arriva a un punto di svolta quando Mr Bernhard porta a Gwen un libro con quel titolo trovato nella biblioteca di Lucas, all'interno del quale viene rinvenuto un codice segreto. Gideon, invece, racconta a Gwen che ad averlo aggredito nel passato è stata lei, che però non ha memoria dell'accaduto.
Arrivato il momento della soirée, Gwen, infastidita dal comportamento scostante di Gideon e dal vedere la bella vedova Lavinia Rutland che lo corteggia, si ubriaca, arrivando a cantare "Memory" dal musical Cats davanti a tutti. Al lasciare la festa, Gwen, Gideon e il conte incrociano brevemente Lord Alastair, capo dell'Alleanza Fiorentina e acerrimo nemico del conte, che ribadisce il suo intento di fermare i viaggiatori. La mattina, a colazione, la zia Maddy racconta di aver avuto una nuova visione nella quale un leone dorato fa a pezzi un cuore di rubino, e Gwen ne rimane turbata. Arrivata a scuola, cerca di scoprire che cosa siano i numeri trovati all'interno del libro del Cavaliere Verde insieme a Leslie, finché Raphael non giunge alla conclusione che siano delle coordinate geografiche. Il giorno seguente, Gwen e Gideon viaggiano nuovamente nel 1782 per incontrare il conte. Prima di lasciarla sola con l'uomo, il ragazzo dice a Gwen di amarla, ma pochi minuti dopo il conte di Saint Germain le racconta di aver detto a Gideon di farla innamorare per manipolarla meglio: scoperto questo, Gwen litiga con Gideon, senza curarsi che lui sia tornato a casa del conte coperto di sangue. Infatti, durante il colloquio di Gwen con il conte, Gideon ha incontrato per caso Paul de Villiers e lo ha salvato dall'attacco di Lord Alastair, avvenuto durante uno scambio di documenti. Paul gli chiede se ama veramente Gwen e se è disposto a difenderla dalla morte, poiché è quello il destino che aspetta la ragazza, e lui risponde affermativamente. Paul decide di fidarsi di Gideon e gli consegna le carte ricevute da Lord Alastair, cioè alcune profezie fino a quel momento tenute nascoste dal conte. Tornata a casa nel presente, Gwen apprende da Xemerius che Leslie e Raphael hanno scoperto che le coordinate geografiche corrispondono a un luogo all'interno di casa sua.

## Personaggi
- Gwendolyn "Gwen" Shepherd: è la protagonista del libro, ha sedici anni e vive a Londra in un enorme palazzo antico. Spensierata e appassionata di film storici, che adora guardare con Leslie, scopre di poter viaggiare nel tempo. Ha la capacità di vedere i fantasmi e i doccioni, e spesso parla con loro.
- Grace Montrose: è la madre di Gwen e ha mentito sulla sua data di nascita per proteggerla dal suo destino. Diffida dei Guardiani e, in particolare, del Gran Maestro Falk de Villiers.
- Nick e Caroline Shepherd: sono i fratelli minori di Gwendolyn.
- Charlotte Montrose: è la cugina di Gwendolyn e si pensava fosse lei ad avere ereditato il gene dei viaggi nel tempo.
- Glenda Montrose: la madre di Charlotte.
- Lady Arisa Montrose: la nonna di Gwen e Charlotte, madre di Glenda, Grace e Harry, moglie del defunto Lord Lucas Montrose.
- Maddy Montrose: sorella del defunto Lord Lucas Montrose, ha strane visioni che non sa interpretare.
- Mr Bernhard: maggiordomo della famiglia Montrose con la capacità di comparire sempre dal nulla.
- Xemerius: demone-doccione che Gwen conosce nel 1912 e che si affeziona a lei, iniziando a seguirla, a causa del suo potere di vederlo.
- Leslie Hay: migliore amica di Gwen.
- Gideon de Villiers: undicesimo viaggiatore nel tempo, diciottenne, è il discendente della linea maschile dei viaggiatori.
- Raphael Bertelin: è il fratello minore di Gideon, frequenta la Saint Lennox e ha una cotta per Leslie.
- Falk de Villiers: zio di secondo grado di Gideon, è anche il Gran Maestro dei Guardiani.
- Thomas George: è un membro della loggia interna dei Guardiani.
- Dottor Jake White: medico e membro della loggia interna dei Guardiani, è sempre seguito dal fantasma di suo figlio Robert, morto a sette anni per annegamento in una piscina.
- Mrs Jenkins: la segretaria dei Guardiani.
- Madame Rossini: sarta dei Guardiani dall'accento francese.
- Mr Whitman: professore di letteratura e inglese alla Saint Lennox High School, coinvolto nella cerchia interna dei Guardiani.
- Mr Leopold Marley: uno degli adepti della loggia, discendente di Rakoczy.
- Giordano: il responsabile dell'educazione dei viaggiatori nel tempo.
- Lucas Montrose: il nonno di Gwen, ex Gran Maestro della Loggia, morto quando lei era piccola.
- Conte di Saint Germain: quinto viaggiatore nel tempo e fondatore dei Guardiani, è l'unico a conoscere ciò che avverrà alla chiusura del cerchio di sangue.
- Miroslaw "Miro" Alexander Leopold Rakoczy: amico del conte di Saint Germain e suo "fratello di sangue", è chiamato anche "il leopardo nero".
- Lord Alastair: capo dell'Alleanza Fiorentina, vuole fermare il conte.
- Conte di Madrone: fondatore dell'Alleanza Fiorentina, segue Lord Alastair come fantasma.
- Lord Brompton: conoscente e sostenitore del conte di Saint Germain, che ospita in occasione del primo viaggio controllato di Gwen.
- Lady Brompton: è la moglie di Lord Brompton.
- Lady Lavinia Rutland: una ricca e avvenente vedova.
- Margret Tilney: viaggiatrice nel tempo, nonna di Lady Arisa.
- Paul de Villiers: fratello minore di Falk de Villiers, viaggiatore nel tempo.
- Lucy Montrose: figlia di Harry Montrose, e quindi nipote di Grace, è una viaggiatrice nel tempo che si è innamorata di Paul ed è fuggita con lui nel passato dopo aver rubato il cronografo.
- James August Peregrin Pimplebottom: fantasma che abita la Saint Lennox High School.
- Cynthia Dale e Gordon Gelderman: compagni di classe di Gwen, Leslie e Charlotte.

## Opere derivate
Nel 2014 è uscito il film (tratto dal  romanzo) Ruby Red II - Il segreto di Zaffiro, noto anche come Ruby Red II. I protagonisti sono interpretati da Maria Ehrich e Jannis Niewöhner, con Lion Wasczyk che esordisce nella parte di Raphael

## Edizioni in italiano
- Kerstin Gier, Blue: romanzo, traduzione di Alessandra Petrelli, Milano: Corbaccio, 2011
- Kerstin Gier, [2]: Blue: romanzo, traduzione di Alessandra Petrelli, Milano: Corbaccio, 2011, Fa parte di: Trilogia delle gemme
- Kerstin Gier; 2: Blue: romanzo, traduzione di Alessandra Petrelli, Milano: Tea, 2013, Fa parte di: Trilogia delle gemme